# ZAVNOBiH

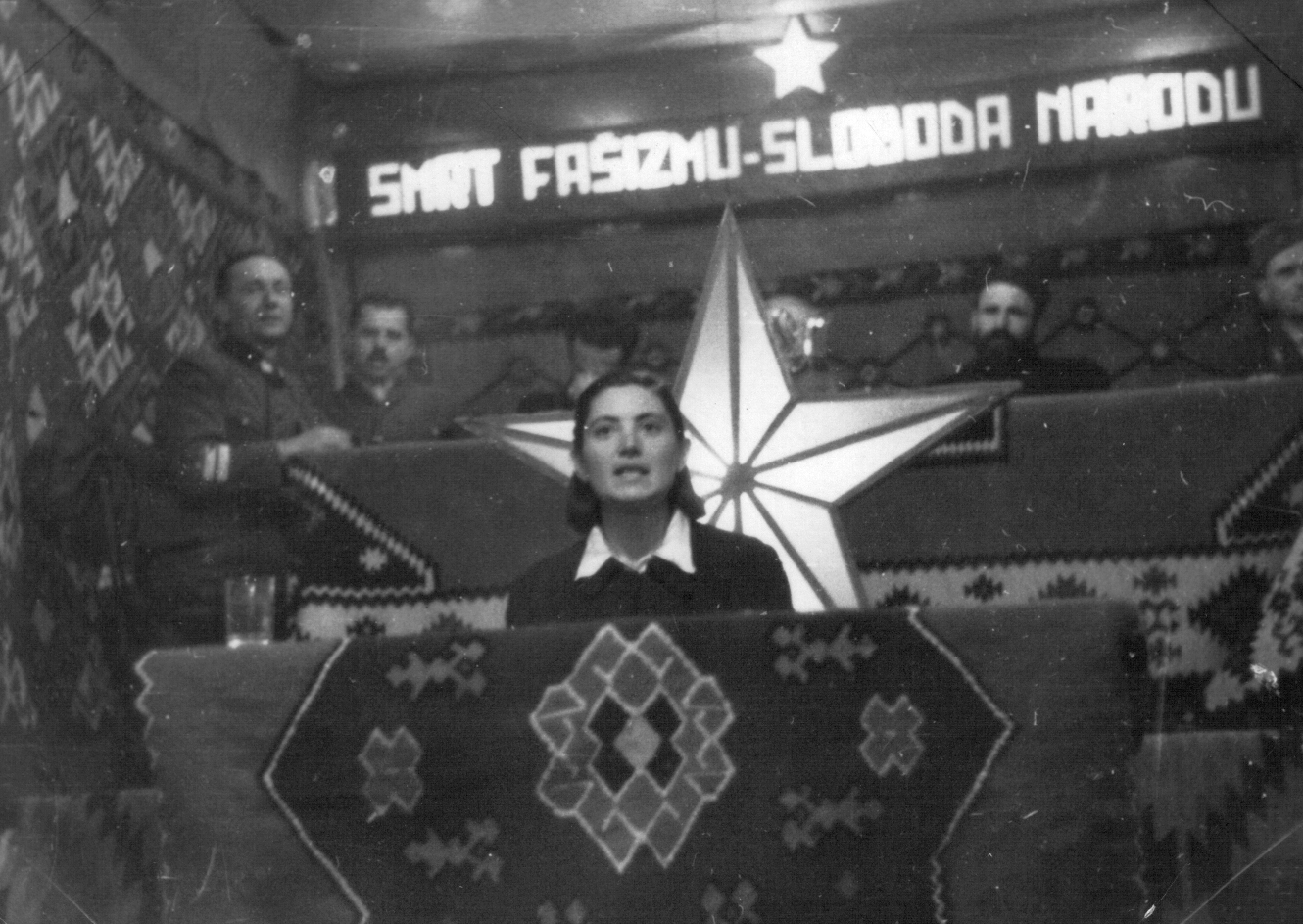
Členka ÚV Antifašistické fronty žen Rada Vranješevićová hovoří na prvním zasedání ZAVNOBiH

Zemský antifašistický výbor národního osvobození Bosny a Hercegoviny (srbochorvatsky Zemaljsko antifašističko vijeće narodnog oslobođenja Bosne i Hercegovine, ZAVNOBiH) byl hlavní orgán protifašistického boje komunistických partyzánů v Bosně a Hercegovině během druhé světové války. Zároveň posloužil jako předchůdce politické reprezentace pro Bosnu a Hercegovinu před ustanovením svazové republiky v rámci Jugoslávie (od 1945 Federální stát Bosnu a Hercegovinu a od 1946 Lidovou republiku Bosnu a Hercegovinu). ZAVNOBiH byl zformován v listopadu roku 1943. Jeho předsedou se tehdy stal srbský lékař Vojislav Kecmanović, který se přidal k partyzánům v červnu 1943.
ZAVNOBiH se sešel celkem třikrát, stejně jako celojugoslávská rada AVNOJ:
- poprvé v Mrkonjić Gradu 25.–26. listopadu 1943 (25. listopad se v socialistické Bosně a Hercegovině slavil jako den státnosti, tradici oslav převzala následně Federace Bosny a Hercegoviny).
- podruhé v Sanském Mostu 30. června–2. července 1944.
- potřetí a naposledy v Sarajevu 26.–28. dubna 1945.

## První zasedání

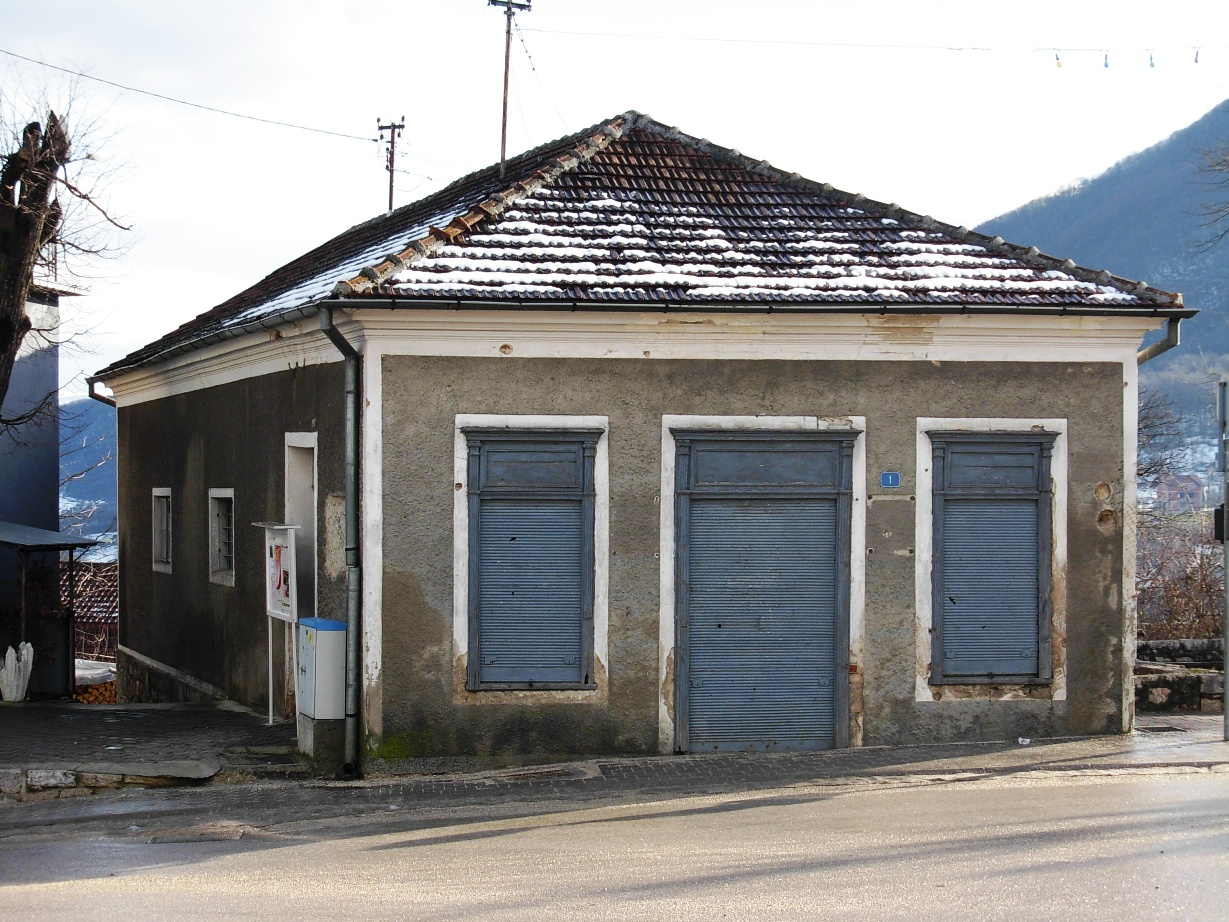
Muzeum ZAVNOBiH ve městě Mrkonjić Grad

První zasedání ZAVNOBiH se odehrálo ve městečku Mrkonjić Gradu 25. listopadu 1943 od sedmé hodiny večerní do čtvrté hodiny ranní 26. listopadu. Akce se účastnilo 247 delegátů ze všech oblastí Bosny a Hercegoviny, z nichž 173 mělo hlasovací právo. Na oficiálním se seznamu delegátů se nicméně nachází jen 172 osob (Mehmed Mujkić je uveden dvakrát, tom 45 Muslimů).
Na prvním zasedání byl ZAVNOBiH formálně prohlášen vůdčí organizací národně osvobozeneckého boje v Bosně a Hercegovině, byť toto postavení měl díky vývoji na bojištích fakticky již delší dobu. Současně byla sepsána rezoluce ZAVNOBIH a Prohlášení k národům Bosny a Hercegoviny, jehož klíčovou částí bylo zajištění, že v budoucnosti Bosnu a Hercegovinu, i její národy, může zastupovat pouze ZAVNOBiH nebo celojugoslávský AVNOJ. Rovněž byla garantována rovnoprávnost jednotlivých národů, tedy že Bosna a Hercegovina není ani srbská ani chorvatská ani muslimská, ale i srbská i chorvatská i muslimská. Vzhledem k situaci, že o budoucím uspořádání Bosny a Hercegoviny se v kruzích partyzánů poměrně bouřlivě diskutovalo, a také se mluvilo o tom, jak bude území rozděleno mezi jednotlivé národní celky, bylo rozhodnutí ZAVNOBiH poměrně klíčové.

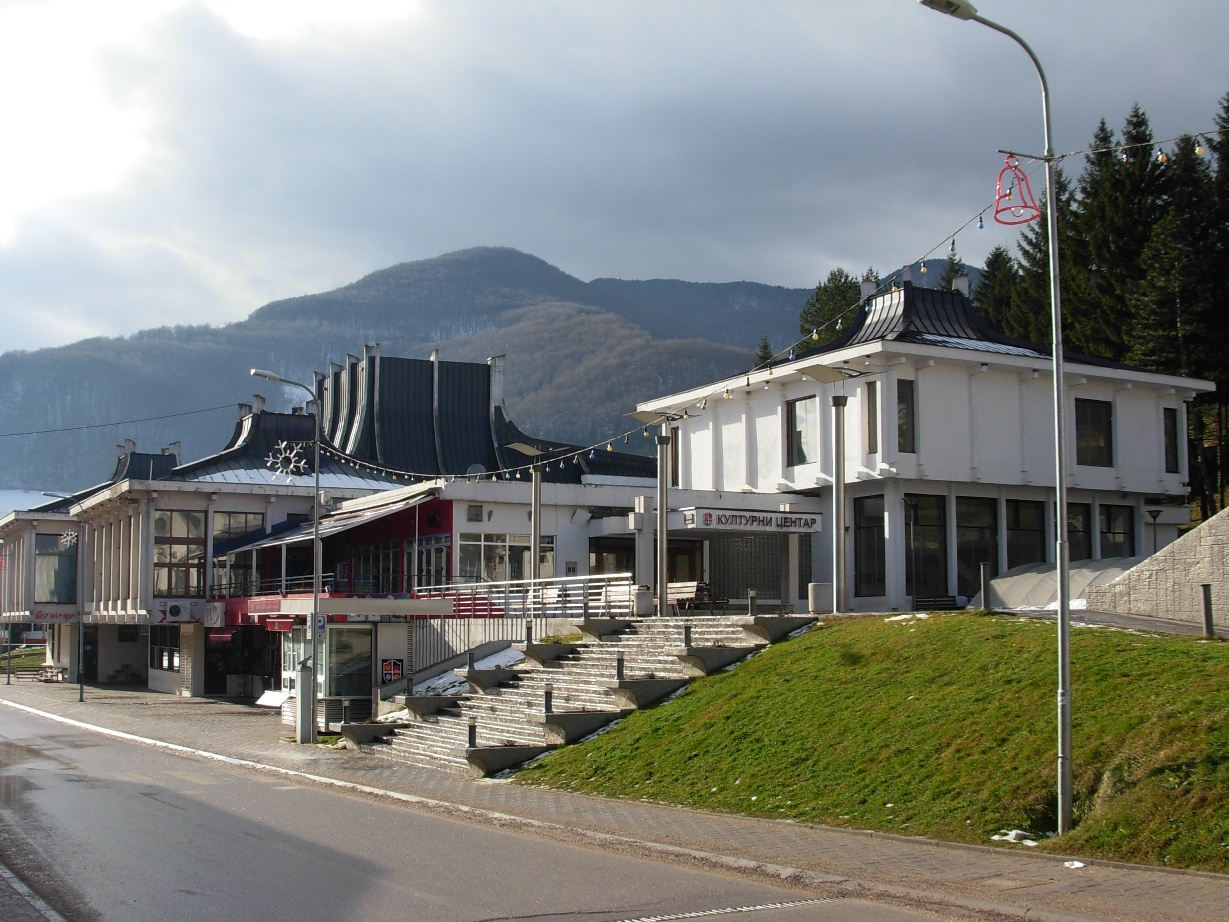
Dům ZAVNOBiH ve městě Mrkonjić Grad

Na shromáždění bylo ustaveno 31členné Předsednictvo ZAVNOBiH (15 Srbů, 11 Muslimů a 5 Chorvatů). Jeho předsedou se stal lékař Vojislav Kecmanović (Srb), prvním místopředsedou spisovatel Avdo Humo (Muslim), druhým místopředsedou politik Aleksandar Preka (Chorvat), třetím místopředsedou komunistický aktivista Đuro Pucar-Stari (Srb) a tajemníkem advokátní koncipient Hasan Brkić (Muslim).
Členové Předsednictvo ZAVNOBiH:
- Srbové: dr. Vojislav Kecmanović, Đuro Pucar-Stari, dr. Vaso Butozan, Bogomir Brajković, Rodoljub Čolaković, ing. Uglješa Danilović, Pero Đukanović, Simo Eraković, Rade Hamović, Dušan Ivezić, Vojo Ljujić, Jovo Mitrašević, Novak Mastilović, Boško Siljegović, Vlado Šegrt
- Muslimové: Avdo Humo, Hasan Brkić, Ismet Bektašević, dr. Hamdija Ćemerlić, Sulejman Filipović, Abdulah Kunosić, Osman Karabegović, Husnija Kurt, hadži Mehmed Mujkić, Pašaga Mandžić, Muhamed Sudžuka
- Chorvaté: Aleksandar Preka (Precca), Jure Begić, Anto Babić, Ante Kamenjašević, Niko Tolo

Na zasedání byla vybrána 58členná delegace (v tom 18 Muslimů), která měla zastupovat Bosnu a Hercegovinu na druhém zasedání celojugoslávské rady AVNOJ. Ta přitom probíhala od 21. do 29. listopadu 1943 v nedalekém městě Jajce.
Delegáti ZAVNOBiH:
- Muslimové: ing. Fazlija Alikalfić, Hasan Brkić, Ismet Bektašević, Ešref Badnjević, Nijaz Bektašević, Džemal Mahmutčehajić, Edhem Čamo, dr. Hamdija Ćemerlić, Halid Čomić, Ibro Čengić, Sulejman Dizdar, Sulejman Filipović, Osman Gruhonjić, Omer Gluhić, Sabit Hozić, Adem Hercegovac, Mesud Hotić, Smail Hadžiosmanović, Halil Hadžisarajlić, Mujo Hodžić, Avdo Humo, Mevla Jakupović, Osman Karabegović, Skender Kulenović, Abdulah Kunosić, Rasim Kršlak, Husnija Kurt, hadži Mehmed Mujkić, Šefket Maglajlić, Pašaga Mandžić, Omer Maksumić, Halid Mesihović, Salko Nazečić, Omer Osmić, Hamdija Omanović, Mujo Porobić, Edhem Pobrić, Mehmed Pehlivanović, Abdulah Pjanić, Enver Redžić, Mujbeg Rustembegović, Muhamed Sudžuka, Ahmet Šehović, Šahin Šahinpašić, Ibrahim Šator

V Mrkonjić Gradu se dnes nachází muzeum věnované prvnímu zasedání, stejně jako Dům ZAVNOBiH. Dům byl otevřen u příležitosti výročí 30 let od zasedání (27. listopadu 1973) a dnes slouží jako kulturní centrum.

## Druhé zasedání
Druhé zasedání ZAVNOBiH se konalo od 30. června do 2. července 1944 v Sanském Mostu. Zpočátku bylo 166 delegátů (mezi nimi 44 Muslimů) z regionu Bosenská Krajina (77, v tom 19 Muslimů), Hercegovina (35, v tom 9 Muslimů) a Východní Bosna (54, v tom 16 Muslimů), nakonec se jejich počet vyšplhal na 192 (23 bylo vybráno na počátku zasedání, 2 dodatečně, v protokolech chybělo jméno Džemala Mahmutćehajiće).
V závěru shromáždění bylo ustaveno 27členné Předsednictvo ZAVNOBiH (14 Srbů, 9 Muslimů a 4 Chorvatů). Jeho předsedou se stal lékař Vojislav Kecmanović (Srb), místopředsedy spisovatel Avdo Humo (Muslim), politik Jakov Grgurić (Chorvat) a komunistický aktivista Đuro Pucar-Stari (Srb) a tajemníkem advokátní koncipient Hasan Brkić (Muslim).
Členové Předsednictva ZAVNOBiH:
- Srbové: dr. Vojislav Kecmanović, Đuro Pucar-Stari, Rodoljub Čolaković, dr. Vaso Butozan, Novak Mastilović, Vaso Miskin (nový, †8. 7. 1945), Bogomir Brajković, Jovo Mitrašević, ing. Uglješa Danilović, Milan Bursać (nový), Simo Eraković († koncem 1944), Dušan Ivezić, Pero Đukanović, Ilija Došen (nový) (nezvoleni oproti minule: Rade Hamović, Vojo Ljujić, Boško Siljegović, Vlado Šegrt)
- Muslimové: Avdo Humo, Hasan Brkić, Sulejman Filipović, Muhamed Sudžuka, Murat-beg Zaimović (nový), dr. Hamdija Ćemerlić, Pašaga Mandžić, Osman Karabegović, Husnija Kurt (nezvoleni oproti minule: Ismet Bektašević, Abdulah Kunosić, hadži Mehmed Mujkić)
- Chorvaté: Jakov Grgurić, Anto Babić, Florijan Sučić, Niko Tolo (nezvoleni oproti minule: Aleksandar Preka, Jure Begić, Ante Kamenjašević)

Na jednání 1. července byla kromě jiného přijata Deklarace o právech občanů Bosny a Hercegoviny (Deklaracije ZAVNOBiH-a o pravima građana Bosne i Hercegovine). Tím byly závěry z předchozího jednání upřesněny a rovněž stanoveny následující body:
- rovnoprávnost Srbů, Muslimů a Chorvatů Bosny a Hercegoviny, pro které je země jejich společnou a nedělitelnou vlastí.
- svoboda vyznání a rovnoprávnost všech náboženství a jejich vyznání.
- svoboda shromažďování a slova, stejně tak i svoboda tisku.
- zajištění osobních a vlastnických práv občanů, svobodu soukromé iniciativy v hospodářském životě.
- rovnoprávnost žen s muži, a to jak v politickém životě země, tak i ve všech ostatních oblastech.
- volební právo v demokratické Bosně a Hercegovině, kde se volí tajným hlasováním na základě všeobecného, rovného a přímého hlasovacího práva.
- právo volit a právo být volen pro každého občana, který dovršil 18 let a nebyl toho práva zbaven zákonem.
- bojovníci národněosvobozeneckého boje a partyzánských oddílů Jugoslávie mají toto právo bez ohledu na dovršený věk.
- každému občanu je zaručené právo odvolat se na rozhodnutí státních orgánů, stejně jako právo uplatnění stížnosti na státní orgány.
- nikdo nemůže být odsouzen bez rozhodnutí soudu.

## Třetí zasedání
Krátce po vstupu partyzánských jednotek do Sarajeva 6. dubna 1945 bylo svoláno třetí zasedání ZAVNOBiH. Rada zasedala v hlavním městě Bosna a Hercegoviny od 26. do 28. dubna 1945. Z celkových 176 členů bylo přítomno 155 (14 padlo). Dne 27. dubna se ZAVNOBiH transformovalo na parlament Bosny a Hercegoviny (Narodna skupština Bosne i Hercegovine), v němž zasedalo 220 poslanců. Předsedou sněmovny se stal dr. Vojislav Kecmanović (Srb) a místopředsedy Avdo Humo (Muslim), dr. Jakov Grgurić (Chorvat) a Đuro Pucar Stari (Srb). Nato dne 28. dubna byla jmenována Lidová vláda Bosny a Hercegoviny (Narodna vlada Bosne i Hercegovine) v čele s předsedou Rodoljubem Čolakovićem (Srb). Místopředsedy vlády se stali dr. Zaim Šarac (Muslim) a dr. Jakov Grgurić (Chorvat).
- ministr bez portfeje – Đuro Pucar Stari (Srb)
- ministr vnitra – Ilija Došen (Srb)
- ministr soudnictví (pravosuđa) – dr. Hamdija Ćemerlić (Muslim)
- ministr školství (prosvjete) – prof. Anto Babić (Chorvat)
- ministr financí – Hasan Brkić (Muslim)
- ministr obchodu a zásobování – Pašaga Mandžić (Muslim)
- ministr průmysl a hornictví – Ing. Ćazim Ugljen (Muslim)
- ministr zemědělěství a pastevectví – Vlado Šegrt (Srb)
- ministr lesnictví – prof. Ante Martinović (Chorvat)
- ministr zdravotnictví (narodnog zdravlja) – dr. Nedo Zec (Muslim)
- ministr stavebnictví – dr. Cvitan Spužević (Chorvat)
- ministr sociálních věcí (socijalne politike) – Novak Mastilović (Srb)[7]